# Paul Weisengrün
Paul Weisengrün (geboren 10. Dezember 1868 in Jassi, Fürstentum Rumänien; gestorben 22. Dezember 1923 in Wien) war ein österreichischer Sozialphilosoph.

## Leben
Paul Weisengrün studierte Philosophie und Soziologie an der Universität Leipzig und wurde 1895 mit einer Dissertation über Saint-Simon an der Universität Basel promoviert. Er veröffentlichte mehrere sozialphilosophische Schriften. Im Jahr 1902 war er Mitgründer der Jüdischen Volkspartei. Er wurde 1903 Mitarbeiter der Monatsschrift Der Weg und war später Redakteur der Jüdischen Zeitung in Wien.
Laut Weisengrün (1899, 1900, 1914) habe der Marxismus, bei allen historischen Verdiensten, sich überlebt und hindere das Proletariat, die Lage richtig einzuschätzen.
Als Schüler Weisengrüns gelten die Wiener Politiker Leopold Plaschkes und Robert Stricker.

## Schriften (Auswahl)

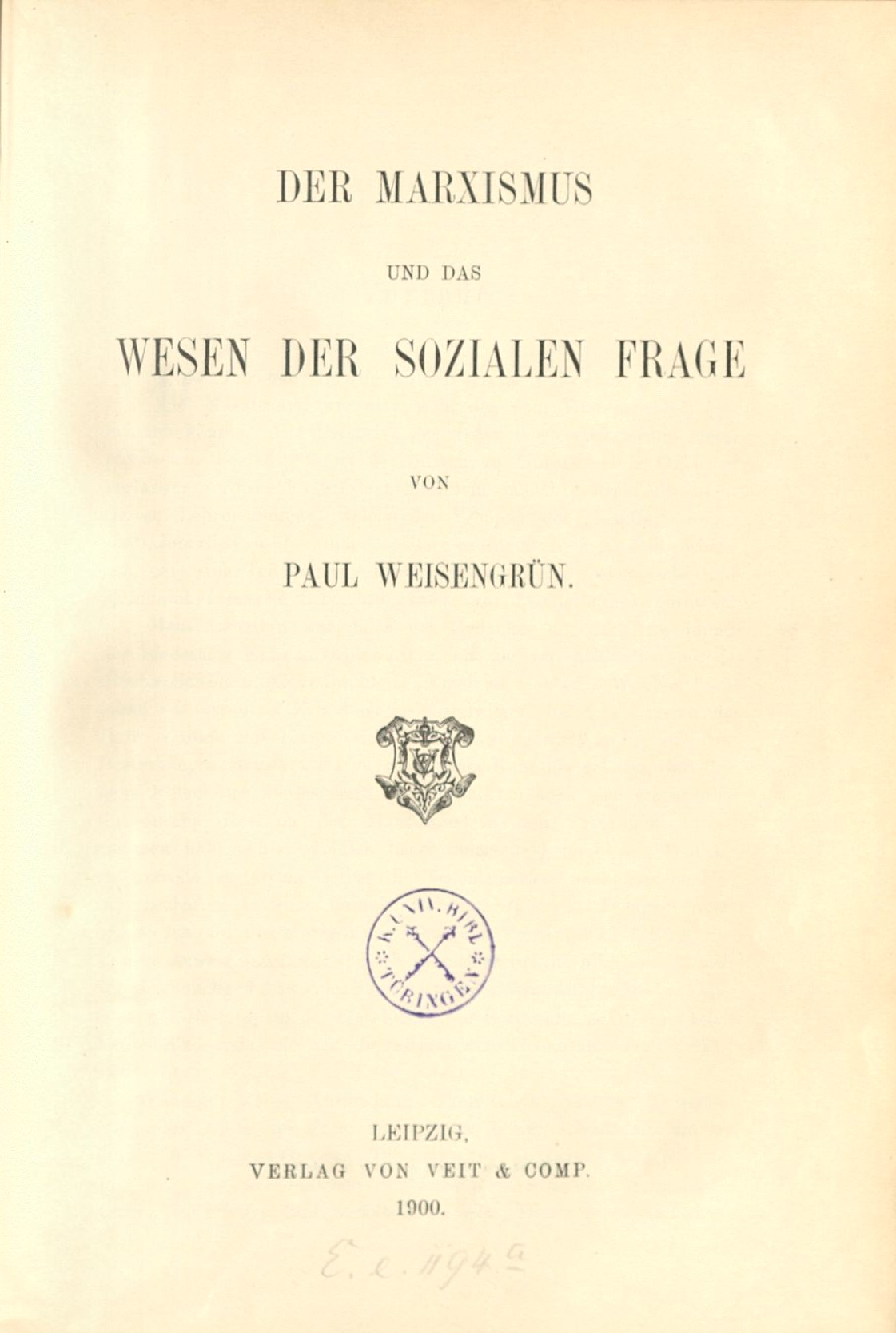
Marxismus (1900)

- Die Entwicklungsgesetze der Menschheit : eine socialphilosophische Studie. Leipzig : Wigand, 1888.
- Verschiedene Geschichtsauffassungen : ein Vortrag. Leipzig : Wigand, 1890.
- Die socialwissenschaftlichen Ideen Saint-Simons : ein Beitrag zur Geschichte des Socialismus. Basel : Müller, 1895. Basel, Univ., Diss., 1895.
- Das Ende des Marxismus. Leipzig : Wiegand, 1899.
- Der Marxismus und das Wesen der sozialen Frage. Leipzig : Verlag von Veit & Comp, 1900 (Reprint Berlin : De Gruyter, 2020).
- Die Erlösung vom Individualismus und Sozialismus : Skizze eines neuen, immanenten Systems der Soziologie und Wirtschaftspolitik. München : Reinhardt, 1914.
- Kulturpolitik, Weltkrieg und Sozialismus. Wien : Braumüller, 1920.
- Neue Weltpolitik des Proletariats. Wien : Manz, 1921.